# Ribeirão da Espera
O Ribeirão da Espera é um curso d'água localizado inteiramente dentro do município brasileiro de Três Pontas, na região sul de Minas Gerais. O ribeirão nasce a leste da zona urbana, próximo a região conhecida como Faxina. Segue rumo a sul, com um curso sinuoso. Após receber as águas do córrego Taboão, um de seus afluentes, sua direção muda gradualmente para oeste, quando, então, cruza com a rodovia MG-167, que liga Três Pontas a Varginha. Poucos quilômetros depois, deságua na Represa de Furnas, em uma das reentrâncias do lago no interior do município, que forma a parte sul da represa.
Antes da construção da represa, próximo a foz do rio, que era no Rio Verde (Minas Gerais), existia uma estação ferroviária que foi chamada de Estação da Espera.